# Vinilbital
Il vinilbital è un barbiturico con proprietà simili a quelle dell'amobarbital. L'effetto ipnotico si manifesta entro 15-25 minuti dall'assunzione e dura per circa 6-7 ore. La rapidità d'azione e l'eliminazione della maggior parte del prodotto entro 4-6 ore sono le caratteristiche salienti del farmaco.

## Descrizione
Si presenta come cristalli con punto di fusione di 90-91,5 °C. 
La sostanza, in soluzione acquosa alcalina, assorbe nell'UV alla lunghezza d'onda di 247 nm. 2) Esame gascromtografico: Colonna Chromosorb G, 2 m x 4 mm; temperatura colonna: gradiente compreso tra 100° e 300 °C; gas di trasporto: azoto a 45 ml/min. 3) Lo spettro IR, registrato in KBr, mostra assorbimenti identici a quelli di uno standard di riferimento (1692, 1730, 1750, 1318, 1220, 1630 cm1).

## Assorbimento
Il vinilbital viene rapidamente assorbito dal tratto gastrointestinale. Dopo la somministrazione di una singola dose orale di 150 mg le concentrazioni plasmatiche massime di 2,2-3,9 µg/ml sono rilevabili entro 1-2 ore. L'emivita plasmatica del farmaco è di 18-34 ore e il volume di distribuzione di circa 0,7 l/kg. Il farmaco viene rapidamente metabolizzato (l'idrolisi della catena laterale è praticamente completa in 6 ore) a livello epatico in 5 derivati, farmacologicamente inattivi. I metaboliti vengono eliminati per la maggior parte nel corso delle prime 48 ore e non sono più rilevabili dopo 72 ore. Tra quelli identificati nelle urine sono compresi il 3'-idrossivinilbital e il corrispondente devinil-derivato, l'acido 5-(3-idrossi-1-metilbutil) barbiturico; solo il 5% di una dose viene escreto nelle urine in forma immodificata. Come tutti i barbiturici il vinilbital attraversa la barriera placentare e viene escreto nel latte materno.

## Impiego
Il vinilbital trova impiego negli stati di insonnia occasionali e transitori. 
Come ipnotico il vinilbital viene somministrato alla sera per via orale alla dose di 100-200 mg. Si consiglia un trattamento di 2-5 giorni per le forme di insonnia occasionale e di 2-3 settimane per quelle di tipo transitorio. La somministrazione del farmaco deve essere sospesa gradualmente diminuendo le dosi o aumentando l'intervallo tra queste.

## Effetti collaterali
Gli effetti collaterali dipendono dalla dose e dalla sensibilità individuale del paziente e comprendono astenia, sonnolenza, confusione, irritabilità, aggressività, eccitazione, allucinazioni, eruzioni cutanee di tipo maculopapulare o pruriginoso. Talvolta si può verificare artralgia. L'uso prolungato del barbiturico, soprattutto a dosi elevate, può causare dipendenza e tolleranza. 
Il vinilbital è controindicato in caso di ipersensibilità accertata, insufficienza respiratoria scompensata, porfiria e in pediatria. Il farmaco deve essere assunto con cautela, secondo le prescrizioni mediche e per il periodo consigliato, per evitare il rischio che si instauri farmacodipendenza fisica e psichica. I fattori che sembrano favorire la dipendenza sono infatti la durata del trattamento, la dose, l'associazione con altri farmaci psicotropi, ansiolitici o ipnotici, l'assunzione di alcool e precedenti di dipendenza da farmaci. 
I sintomi associati al sovradosaggio consistono sostanzialmente in sonno profondo e coma. Si deve intervenire precocemente ripristinando le funzioni respiratorie e cardiovascolari.

## Interazioni con altri farmaci
Il vinilbital è un induttore enzimatico e quindi riduce l'efficacia dei contraccettivi estroprogestinici e progestinici e aumenta il metabolismo, o accelera il catabolismo, dei seguenti farmaci: ciclosporina, corticosteroidi, doxiciclina, idrossichinidina, chinidina, teofillina e derivati, anticoagulanti orali, digitossina e progabide. L'acido valproico può aumentare le concentrazioni plasmatiche di vinilbital inibendone il catabolismo epatico e provocando sedazione. Supplementi di acido folico, ristabilendo una normale attività metabolica precedentemente ridotta per carenza della vitamina, diminuiscono i livelli plasmatici di vinilbital riducendone l'attività.